# Vanino (kraj Chabarovsk)
Vanino (Russisch: Ванино) of Vaninski port (Russisch: Ванинский порт; "Vanino-haven") is een nederzetting met stedelijk karakter in de Russische kraj Chabarovsk en het bestuurlijk centrum van het gelijknamige gemeentelijke district Vaninski. De plaats vormt een belangrijke haven aan de Vaninobocht van de Tatarensont (onderdeel van de Japanse Zee) op 906 kilometer van Chabarovsk. De bevolking bedraagt iets minder dan 20.000 personen (19.180 in 2002; 21.510 in 1989). De plaats ligt aan de BAM.
De plaats ligt hemelsbreed op ongeveer 15 kilometer ten noorden van de stad Sovjetskaja Gavan, maar door de grillige kust is de werkelijke afstand over land minstens tweemaal zo ver.

## Geschiedenis
De regio rond Vanino werd pas in de tweede helft van de 19e eeuw voor het eerst door de Russen bezocht. Voor hun komst woonden hier vooral Oedegeïers. De plaats werd vernoemd naar de Russische topograaf Vaninski, die onderdeel vormde van een team dat in 1874 kaarten maakte van de kust. Lange tijd vormden Vanino en de haven waaraan zij ligt onderdeel van Sovjetskaja Gavan.
Van het begin van de jaren 30 tot het einde van de jaren 40 vervulde Vanino de functie van overstappunt voor Goelaggevangenen, die hier werden overgebracht naar oceaanstomers die voeren op Magadan (het hoofdkwartier van de Dalstroj), vanwaar ze verder werden vervoerd naar de goudwinningsgebieden van de Kolyma. Omdat de Zee van Ochotsk bevroren is in de winter, vond het vervoer alleen plaats in de korte lente, zomer en herfst. Het is onduidelijk hoeveel gevangenen passeerden langs Vanino, maar volgens sommige schattingen (Aleksandr Solzjenitsyn en Stanley Kowalski) bedroeg hun aantal meer dan twee miljoen. Naast deportatiekampen bevonden zich er ook gewone werkkampen voor werk rondom de plaats.
Vanino werd tijdens de Tweede Wereldoorlog aangewezen als de plaats waar een haven zou moeten verrijzen en waarnaartoe een spoorlijn moest worden aangelegd. Op 18 oktober 1943 werd de haven van Vanino formeel opgenomen in de lijst van havens van de Sovjet-Unie. Tussen 1943 en 1945 werd in twee jaar tijd in opdracht van Stalin door meer dan 130.000 spoorweglieden, communisten, Komsomol-leden, burgers en Goelagdwangarbeiders een ruim 435-kilometer lange spoorlijn aangelegd dwars door rivieren, moerassen, berggebieden en onherbergzame taiga van Komsomolsk aan de Amoer naar Vanino. Hiervoor liet Stalin maar liefst zeven decreten uitvaardigen door de GKO, waarmee honderdduizenden mensen werden gedwongen om het werk voor de aanleg te verrichten op de vastgestelde wijze en binnen de vastgestelde tijd. In april 1944 werd de eerste pier van de haven voltooid en op 20 juli 1945 arriveerde de eerste trein vanuit Komsomolsk aan de Amoer. Als voorbereiding op Operatie Augustusstorm tegen Japan arriveerden vervolgens dag en nacht duizenden treinwagons met militair materieel, voedselvoorraden, technologie en soldaten voor de aanval op onder andere Sachalin.
Na de oorlog werd de ontwikkeling van de haven van Vanino voortgezet met een decreet van de Raad van Ministers van de Sovjet-Unie, waarin een ontwikkelingsplan voor de haven werd uitgevaardigd. In april 1950 werd de haven, die tot dan toe eigendom was van de Dalstroj, overgeheveld naar het Ministerie van Zeevaart. In 1951 werd het ontwikkelingsplan ingezet. De ontwikkeling van de haven van Vanino volgde daarop in rap tempo en rond de plaats ontstond houtwinning, goudwinning, visserij en andere bedrijven. Ook ontstonden verschillende nieuwe arbeidersnederzettingen rond de plaats. Een groot deel van de infrastructuur en de gebouwen werd door gevangenen gebouwd. Tussen 1951 en 1953 bevond het hervormingswerkkamp Vaninlag zich bij de plaats (later verplaatst naar Tisjkino), waar de gevangenen ingezet werden in de bosbouw, mijnbouw, wegenbouw, huizenbouw en landbouw. In 1953, het sterfjaar van Stalin, stopte het vervoer van dwangarbeiders naar Magadan. Uit de Goelagperiode stamt het gevangenenliedje Ik herinner die haven van Vanino (Vaninohaven), dat vermoedelijk door de veroordeelde dichter Boris Roetsjov werd geschreven eind jaren 30.
In 1957 werd vanuit Vanino begonnen met de export van hout naar Japan en vanaf 1959 werd de haven ook ingezet voor de overslag van containers en pakketten en werden scheepsverbindingen opgezet met Magadan en Sachalin. Vanaf 1960 werd de haven het hele jaar ijsvrij gehouden door de inzet van ijsbrekers. Begin jaren 60 werd het noordwestelijke deel van de haven ontwikkeld en kwam een tweede scheepsterminal gereed en spoedig daarna volgde de ontwikkeling van het zuidoostelijke deel van de baai met een derde terminal, die werd ingezet voor de overslag van hout.
Vanino vormde bestuurlijk gezien onderdeel van Sovjetskaja Gavan. Daar bevonden zich ook alle winkels en andere zaken die de bewoners nodig hadden, waarvoor ze daardoor ver moesten reizen. Op 5 juni 1958 werd Vanino echter afgescheiden van de stad en in de categorie van de arbeidersnederzettingen geplaatst. De regio rond de plaats vormde echter nog wel onderdeel van de stad Sovjetskaja Gavan, maar dit bleek vanwege haar gigantische omvang steeds minder bestuurbaar. Op 27 december 1973 werd daarom het district Vaninski afgesplitst van de stad en werd Vanino het bestuurlijk centrum hiervan. In dat jaar werd ook een spoorpontverbinding geopend naar de haven van Cholmsk op Sachalin met behulp van ijsbrekers. Deze veerdienst vormt een soort verlenging van de BAM naar het spoorwegnetwerk op Sachalin en vaart momenteel met twee ponten.
De haven had de kortste verbinding met de Russische havens ten noordoosten ervan en groeide ook in de jaren zeventig verder door. In 1974 was het de zevende haven van de Sovjet-Unie naar goederenoverslag. In 1986 had de haven als eerste in het Russische Verre Oosten een overslag van meer dan 10 miljoen ton per jaar. In 1989 bereikte haar overslag een hoogtepunt met 11,5 miljoen ton goederen. De daaropvolgende crisisjaren '90 zorgden voor een vrije val van de handel en daarmee ook van de haven, die meer dan de helft van haar overslag verloor. Met name de kusttransport naar Magadan en Sachalin nam gigantisch af. In totaal verloor de haven ruim 6 miljoen ton aan overslag in die tijd. In 1993 werd het havenbedrijf geprivatiseerd, maar sindsdien heeft de staat weer een meerderheidsaandeel verworven.

## Haven van Vanino
Vaninski Port, zoals de haven van Vanino wordt genoemd, is de grootste handelshaven van de kraj Chabarovsk en vormt het eindpunt van de BAM. De haven is het hele jaar geopend. Van januari tot maart is de Vaninobocht bedekt met ijs en worden ijsbrekers ingezet voor het laden en lossen van de schepen in de haven. In de haven bevinden zich 22 loskades en pieren met een totale lengte van ruim 3 kilometer, die onderdeel vormen van vier overslagterminals en een olieterminal. De haven vormt een belangrijk distributiepunt tussen spoorlijnen, wegen en waterwegen, waar goederen door worden vervoerd naar de noordoostelijke steden van het Russische Verre Oosten, Japan, Zuid-Korea, China, Australië, de Verenigde Staten en verschillende andere landen in Azië en het Pacifisch gebied. Goederen worden vanuit Rusland vooral aangevoerd via de Trans-Siberische spoorlijn en de BAM. In 2006 bedroeg de goederenoverslag 6,4 miljoen ton. De belangrijkste goederen zijn boomstammen en hout, non-ferro en ferro-metalen, containers, erts en steenkool. De haven is geschikt voor schepen tot 45.000 ton.
De olieterminal telt 3 loskades en heeft een capaciteit van 200.000 kubieke meter, waarvan 120.000 voor de opslag van donkere olieproducten en 80.000 voor lichte olieproducten. Door deze capaciteit kan er jaarlijks 3 miljoen ton olie worden overgepompt.
In de haven bevindt zich een vloot van ruim 20 schepen, waaronder onder andere een aantal sleepboten, een zeesleepboot, een lenswaterverzamelaar, twee zelfaangedreven en twee niet zelfaangedreven pontons, lichters, een bunkertanker, schepen voor het vervoer van olieafval (нефтемусоросборщики) en twee ponten voor passagiersvervoer.

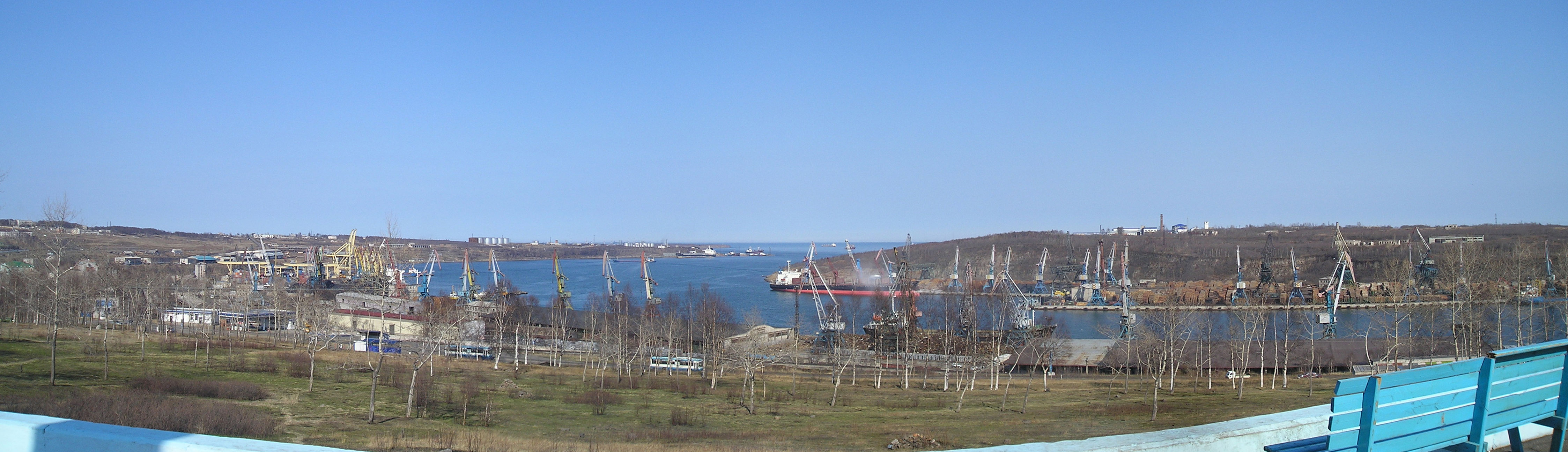
Gezicht op de haven